# Rudolf Lukeš
Rudolf Lukeš (* 13. April 1897 in Kralupy nad Vltavou; † 17. Oktober 1960 in Prag) war tschechischer Chemieingenieur, Dozent an der Tschechoslowakischen Technischen Universität und langjähriger Assistent des Professors Emil Votoček.

## Leben
Rudolf Lukeš, Sohn eines Dorfhändlers, besuchte die Realschule in Prag-Karlín. Sein Lieblingsfach war Chemie und er erweiterte sein Wissen als Autodidakt im eigenen Labor. Während des Ersten Weltkrieges musste er an die Front nach Italien einrücken und konnte erst 1923 bei Emil Votoček promovieren, bei dem er anschließend als Assistent tätig war. 1933 ernannte man ihn zum Dozenten der naturwissenschaftlichen Fakultät der Karls-Universität Prag. Ein Semester lang arbeitete er auch am Semester des Nobelpreisträgers Leopold Ružička in Zürich. 1937 erfolgte eine weitere Ernennung zum Mitglied der Königlichen Tschechischen Vereinigung der Lehre. Nach der Pensionierung seines Professors hielt er bis 1939, als die Hochschule von den deutschen Besatzern geschlossen wurde, Vorlesungen in organischer Chemie. Während der Okkupation arbeitete er im Verein für chemische und Bergwerkindustrie in Prag-Vysočany. Nach dem Krieg nahm er eine Stelle des Leiters am Institut für allgemeine und anorganische Chemie an. Es erfolgte 1946 die Ernennung zum ordentlichen Professor und 1952 zum Akademiemitglied.

## Werke
Lukeš machte sich vor allem einen Namen als Pädagoge und Autor theoretischer und experimenteller Arbeiten auf dem Gebiet heterocyclischer Verbindungen. Er gilt auch als eine der führenden Wissenschaftler und Gründer der tschechoslowakischen organischen Chemie. Während des Zweiten Weltkrieges schrieb er ein Lehrbuch für organische Chemie, das nach dem Krieg publiziert wurde. 1952 berief man ihn zum Mitglied der Akademie der Wissenschaften. Zu seinen Schülern gehörten Professor Vladimír Bažant und Vladimir Prelog, jugoslawisch-schweizerischer Chemiker, der 1975 einen Nobelpreis für Chemie erhielt.